# Torphån
Torphån är en sjö i Torsby kommun i Värmland och ingår i Göta älvs huvudavrinningsområde. Sjön har en area på 0,146 kvadratkilometer och ligger 87,3 meter över havet. Sjön avvattnas av vattendraget Röjdan.

## Delavrinningsområde
Torphån ingår i det delavrinningsområde (667319-134092) som SMHI kallar för Utloppet av Västra Kilen. Medelhöjden är 110 meter över havet och ytan är 20,74 kvadratkilometer. Räknas de 40 avrinningsområdena uppströms in blir den ackumulerade arean 735,57 kvadratkilometer. Röjdan som avvattnar avrinningsområdet har biflödesordning 3, vilket innebär att vattnet flödar genom totalt 3 vattendrag innan det når havet efter 360 kilometer. Avrinningsområdet består mestadels av skog (61 procent), öppen mark (13 procent) och jordbruk (12 procent). Avrinningsområdet har 1,25 kvadratkilometer vattenytor vilket ger det en sjöprocent på 6 procent.